# Holocaust in Noorwegen
De Holocaust in Noorwegen (ook wel Shoah, Shoa of Sjoa genoemd) in Noorwegen (Hebreeuws: השואה Ha-Shoah) was de uitvoering van de doelstelling van nazi-Duitsland om de Joden te deporteren en vervolgens systematisch te vermoorden.
De Duitse bezetting van Noorwegen begon op 9 april 1940. In 1942 woonden er ten minste 2.173 Joden in Noorwegen. Zeker 775 van hen zijn gevangen gezet en/of gedeporteerd. 742 Joden verloren het leven in een Duits concentratiekamp en ten minste 23 Joden verloren het leven als gevolg van een buitenrechtelijke executie, moord of door zelfdoding. Het totaal aantal Joodse slachtoffers uit Noorwegen komt daarmee op 765 personen. 
Ruim de helft van de Joodse inwoners slaagde er in naar het buitenland te ontkomen. Ongeveer negenhonderd van hen wisten, vaak met hulp van het Noorse verzet, het neutrale Zweden te bereiken of het Verenigd Koninkrijk. Ongeveer dertig Joden overleefden de oorlog na deportatie.

## Achtergrond
De Joodse gemeenschap in Noorwegen was zeer klein tot het begin van de twintigste eeuw. Deze groeide als gevolg van Joodse vluchtelingen die wilden ontkomen aan de pogroms in Rusland en de Baltische staten. De Noor Odd Nansen was met zijn organisatie Nansenhjelpen vanaf 1936 actief in centraal-Europa. Hij hielp Joden die wilden ontkomen aan de toenemende vervolgingen. In de lente van 1939 kreeg hij hulp van de Noorse diplomaat Niels Christian Ditleff die in de Poolse hoofdstad Warschau gestationeerd was. Ditleff hielp tegen de wens van zijn eigen regering een groep Joden uit Tsjecho-Slowakije aan visa voor Noorwegen. In totaal bereikten in de tweede helft van de jaren dertig dankzij de inzet van Nansen, Ditleff en anderen zo'n vijfhonderd Joden veilig Noorwegen.
Veel van de vooroordelen tegen Joden die leefden onder de Europese bevolking in de eerste helft van de 20e eeuw leefden ook onder de Noren. De Noorse nationaalsocialistische partij, de Nasjonal Samling had antisemitisme in de jaren dertig salonfähig gemaakt.

## Tweede Wereldoorlog

### Duitse inval in Noorwegen
Nazi-Duitsland viel op 9 april 1940 Noorwegen binnen. De strijd duurde tot 7 juni, maar aan het einde van april werd Josef Terboven al als rijkscommissaris benoemd. Het Noorse politieapparaat werd onder het Duitse gezag geplaatst.

### Voorbereidingen
De Nasjonal Samling was voor de oorlog al begonnen met het vastleggen van de gegevens van Noorse Joden. Na de Duitse inval nam de politie die taak deels over. De synagoges in Oslo en Trondheim kregen de opdracht om de gegevens, inclusief naam, geboortedatum, beroep en adres, aan de autoriteiten te verstrekken. Van Joodse verenigingen werd hetzelfde geëist. In augustus 1940 kregen diezelfde synagogen ook opdracht informatie te verstrekken over Joodse niet-leden. Deze gegevens werden naast de gegevens van de Nasjonal Samiling en het Centraal Bureau van de Statistiek gelegd. Op basis van deze gegevens werd ook al het Joodse bezit, waaronder vastgoed en bedrijven, in kaart gebracht.
De eerste algemene anti-Joodse maatregel werd op 10 mei 1941 doorgevoerd, hoewel er op dat moment al verschillende Joden waren gearresteerd en gedeporteerd. De politie van Oslo kreeg van Terboven de opdracht om bij alle Joden in de stad de radio te confisqueren. In de dagen daarna werd dezelfde maatregel ook buiten Oslo doorgevoerd.

### Anti-Joodse maatregelen

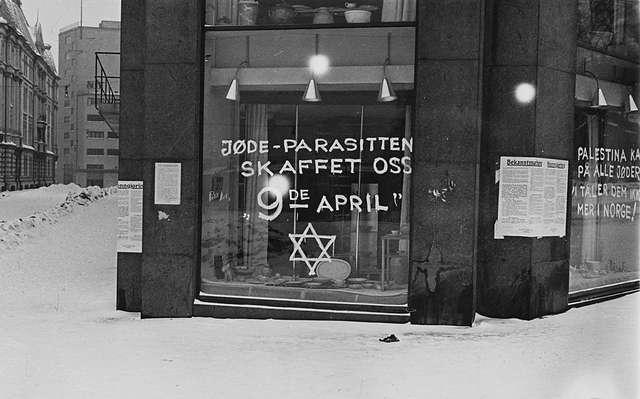
De bekladding van een winkelruit met anti-Joodseleuzen in Oslo (1941).

Het Noorse politiedepartement besloot dat vanaf 10 januari 1942 Joden een dikgedrukte letter J in hun identiteitspapieren kregen. Een Jood was volgens de definitie van de nazi's iedereen met ten minste drie "vol-Joodse" grootouders, iedereen met twee "vol-Joodse" grootouders en getrouwd met een Jood en iedereen die lid was van een Joods kerkgenootschap.
De Joodse bevolking werd vanaf 1941 steeds vaker doelwit van gewelddadigheden. De synagoge in Trondheim werd in april 1941 door Duitse troepen bezet en beschadigd. De Joodse boekrollen waren op dat moment al veilig weggehaald en verborgen in een nabijgelegen methodistenkerk. Ten noorden van Trondheim werd het concentratiekamp Falstad gebouwd. Verschillende Joodse inwoners van de stad werden daar gevangen gezet. Acht van hen werden buiten het kamp doodgeschoten.

### Arrestaties en deportaties

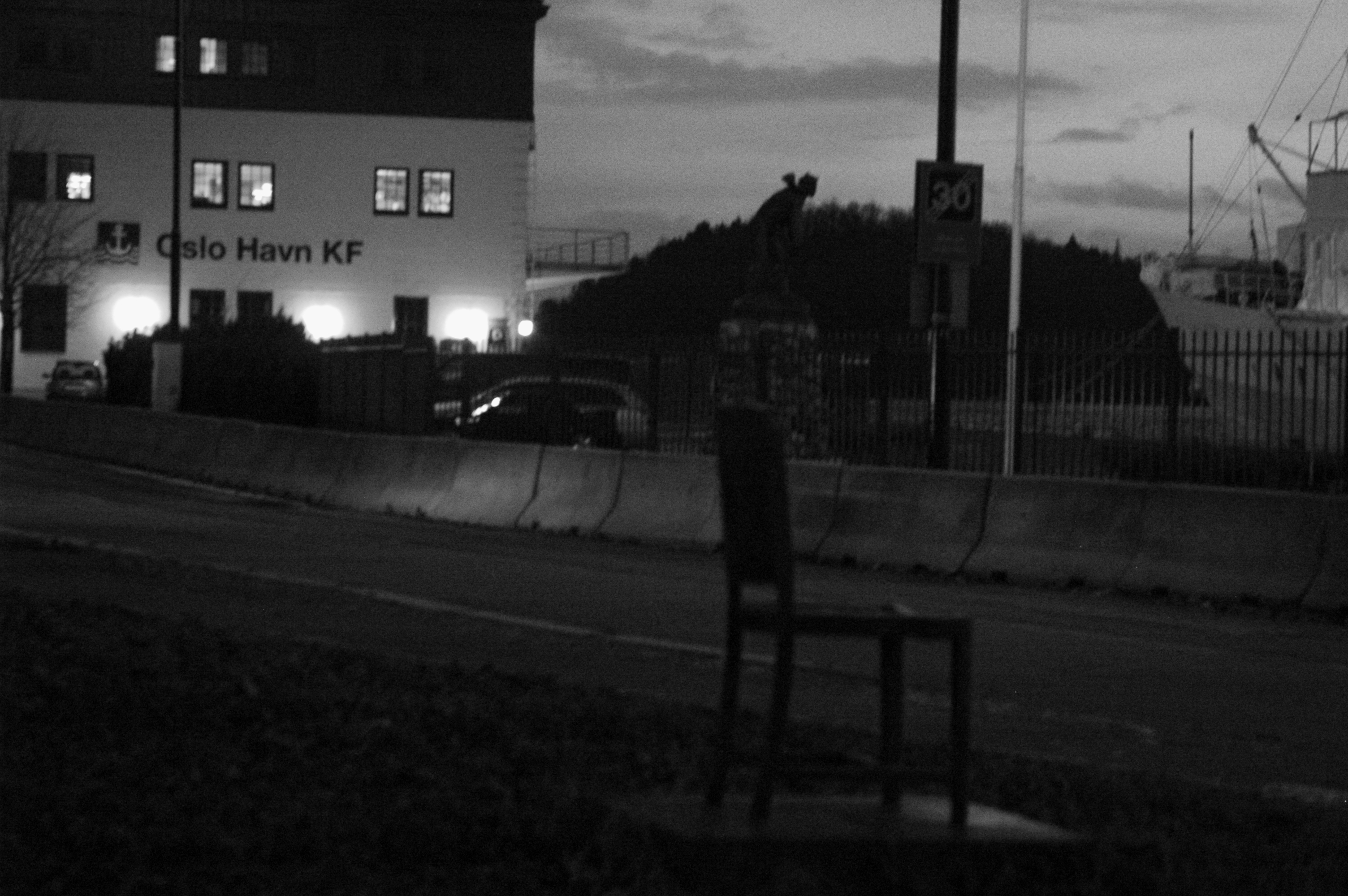
Blik op de pier in Oslo vanaf waar de Joden werden verscheept.

De Noorse politie kreeg op 24 en 25 oktober 1942 de opdracht alle Joodse mannen ouder dan vijftien te arresteren. De meesten van hen werden vastgezet in Falsted en in het concentratiekamp Berg nabij Tønsberg in het zuiden van Noorwegen. Op 26 november 1942 werden alle achtergebleven vrouwen en kinderen ingerekend. In totaal bevonden zich op dat moment zo'n zevenhonderd Joden in gevangenschap.
Het oorspronkelijke plan was om alle Joden met de SS Donau naar Duitsland over te brengen. Door vertragingstechnieken van het Rode Kruis arriveerde niet iedereen op tijd. Op 26 november verliet de SS Donau de haven van Oslo met 532 Joden aan boord, terwijl op dezelfde dag de MS Monte Rosa vertrok met zesentwintig Joodse gevangenen. De SS Donau kwam op 30 november aan in Stettin. De gevangenen werden per spoor overgebracht naar Auschwitz, waar bijna driehonderdvijftig van hen binnen enkele uren werden vergast.
De honderddertig Joden die te laat arriveerden om met de SS Donau te vertrekken werden opgesloten in de gevangenis van Bredtvet, een buitenwijk van Oslo. Zij verlieten Noorwegen op 24 februari 1943, aangevuld met vijfentwintig Joden die op een later moment opgepakt waren. Via Stettin ging de reis naar Auschwitz, waar de meesten van hen het leven verloren.
Verderop in de oorlog werden meer Joden gedeporteerd, maar daarbij ging het om kleine groepjes. Een minderheid, voor het merendeel diegenen met een niet-Joodse partner, bleven achter in gevangenschap in Noorwegen. In totaal werden 767 Joden gedeporteerd. Slechts zesentwintig overleefden de oorlog.

## Vluchtroutes
Aan het begin van de oorlog waren Zweden en het Verenigd Koninkrijk de belangrijkste vluchtoorden. Zweden was aanvankelijk alleen bereid politieke vluchtelingen op te nemen. Joden werden niet als zodanig gecategoriseerd. Verschillende Joodse vluchtelingen werden aan de grens geweigerd of zelfs het land uitgezet. De Noordzeeroute richting het Verenigd Koninkrijk werd steeds gevaarlijker aangezien de maritieme aanwezigheid van Duitsland sterk groeide. Daardoor nam het belang van Zweden steeds verder toe. Naarmate de oorlog vorderde begon ook het verzet zich meer te organiseren. Er waren drie grote groepen: Milorg ("militiaire organisatie"), Sivorg ("burgerlijke organisatie") en de communistische groep Komorg.
Tot oktober 1942 ging het om enkelingen of kleine groepjes die vluchtten naar Zweden. Niet iedereen geloofde dat het zo'n vaart zou lopen met de Jodenvervolging, of durfde niet te vluchten uit angst voor represaillemaatregelen tegen familieleden die al vast zaten. In de avond van 25 november 1942 lekte uit dat er de dag daarop een massale arrestatiegolf gepland stond. Veel Joden werden op het laatste moment gewaarschuwd, maar hadden daardoor slechts een paar uur voor het vinden van een schuilplek. De meesten die onderdoken probeerden uiteindelijk naar Zweden te ontkomen.
Terboven was zich bewust van de kwetsbare landverbinding met Zweden. Om zich in de grensstreek te mogen ophouden moest men beschikken over een speciale vergunning. Tegelijkertijd werden de treinen richting de grensregio streng gecontroleerd. Op het helpen van Joden stond de doodstraf. Desondanks slaagden minstens negenhonderd Joden er in naar Zweden te ontkomen. Zij werden meestal eerst ondergebracht in het opvangcentrum Kjesäter in Vingaker, vanwaar uit zij verder verspreid werden over Zweden.

## Houding Noorse regering
Achteraf is zowel de Noorse regering in ballingschap bekritiseerd, evenals de grootste verzetsorganisatie Milorg. Minister van Buitenlandse Zaken in ballingschap Trygve Lie had al in juni 1942 kennisgenomen van het lot van de Joden in Centraal-Europa en liet toch geen waarschuwing uitgaan. Anderen namen het overigens voor hem op, omdat zelfs de Amerikanen en Groot-Brittannië de berichten over massale moordpartijen niet konden geloven. Milorg werd verweten dat er te weinig was gedaan voor de Joden. Dat zou mede het gevolg zijn van antisemitisme in verzetskringen.

## Houding kerken
Verschillende kerkelijke en religieuze organisaties spraken zich in november 1942 openlijk uit tegen de Jodenvervolging. Zo werd op twee achtereenvolgende zondagen in de Kerk van Noorwegen een brief aan Vidkun Quisling om in "de naam van Jezus Christus" te "stoppen met de vervolging van de Joden en de haatzaaierij die door de pers wordt verspreid in ons land".

## Daders
De belangrijkste betrokkenen bij de Jodenvervolging in Noorwegen waren:
- Josef Terboven, rijkscommissaris van Noorwegen. Kwam aan het einde van de oorlog om door zelfdoding.
- Vidkun Quisling, minister-president in de Noorse vazalregering, werd wegens verraad ter dood veroordeeld en geëxecuteerd.
- Jonas Lie, minister van Politie, kreeg vermoedelijk een hartaanval en overleed voor hij gevangen kon worden genomen.
- Sverre Riisnæs, minister van Justitie, werd krankzinnig of deed alsof, werd in beschermende hechtenis genomen.
- Heinrich Fehlis, hoofd van de Sicherheitsdienst en Sicherheitspolizei, nam begin mei 1945 vergif en schoot zichzelf daarna door het hoofd.
- Karl Marthinsen, hoofd van de nationaalsocialistische Statspolitiet, werd in februari 1945 gedood door het Noorse verzet.
- Hellmuth Reinhard, hoofd van de Gestapo in Noorwegen, verliet het land in februari 1945. Tegen het einde van de oorlog leek hij van de aardbodem verdwenen. Zijn "weduwe" liet hem dood verklaren zodat zij kon hertrouwen. Achteraf bleek dat Reinhard zijn geboortenaam Hellmuth Patzschke had aangenomen en vervolgens hertrouwde met zijn eigen "weduwe". In 1964 werd zijn ware identiteit onthuld. Hij kreeg slechts een gevangenisstraf van vijf jaar opgelegd en het vonnis werd achteraf ook nog vernietigd. Alles bij elkaar zat hij vier jaar vast.
- Knut Rød, hoofd van de Noorse politie, stond in 1948 terecht, maar werd volledig vrijgesproken. Hij mocht zelfs terugkeren bij de Noorse politie en ging in 1965 met pensioen.

## Nasleep
Tot lang na de oorlog was er veel te doen om de behandeling van de Joden die terugkeerden na de oorlog. Zo werden allereerst Noorse Joden geweigerd aan boord van de witte bussen waarmee Noorse gevangenen vanuit Duitsland werden teruggebracht naar huis. Zij hadden immers het Noorse staatsburgerschap verloren of nooit gehad.
In een krantenartikel besteedde journalist Bjørn Westlie in 1995 aandacht dat de Joodse gemeenschap nooit gecompenseerd was voor het verlies van hun bezittingen. Veel waardevolle spullen die in beslag waren genomen waren nooit teruggeven aan de personen in kwestie of hun erfgenamen. Naar aanleiding van de ophef over het artikel riep het ministerie van Justitie een onderzoekscommissie in het leven. Naar aanleiding van het rapport ging de Noorse regering over tot officieel excuses voor de behandeling van de Joden na de oorlog en schadeloosstelling van ongeveer 60 miljoen Amerikaanse dollar. Een kwart van dat bedrag vloeide rechtstreeks naar de Joodse gemeenschap in Noorwegen. Ongeveer 20 miljoen dollar werd gebruikt voor rechtstreekse schadevergoeding aan overlevenden en hun nageslacht. De rest van het bedrag werd gebruikt voor instandhouding van de Joodse cultuur in Europa en voor de bouw van een Holocaustmuseum in Oslo. 
Premier Jens Stoltenberg bood in 2012 excuses aan voor de rol die de Noorse instanties speelden bij de deportatie van de Joden. Rond diezelfde tijd betuigde het nationale hoofd van de politie spijt voor de rol die het politieapparaat had gespeeld bij de arrestatie van Noorse Joden. In 2015 volgde een spijtbetuiging van de Noorse spoorwegen omdat zij geholpen had bij de deportatie van Joden en krijgsgevangenen.